# 몰뢴베크생장

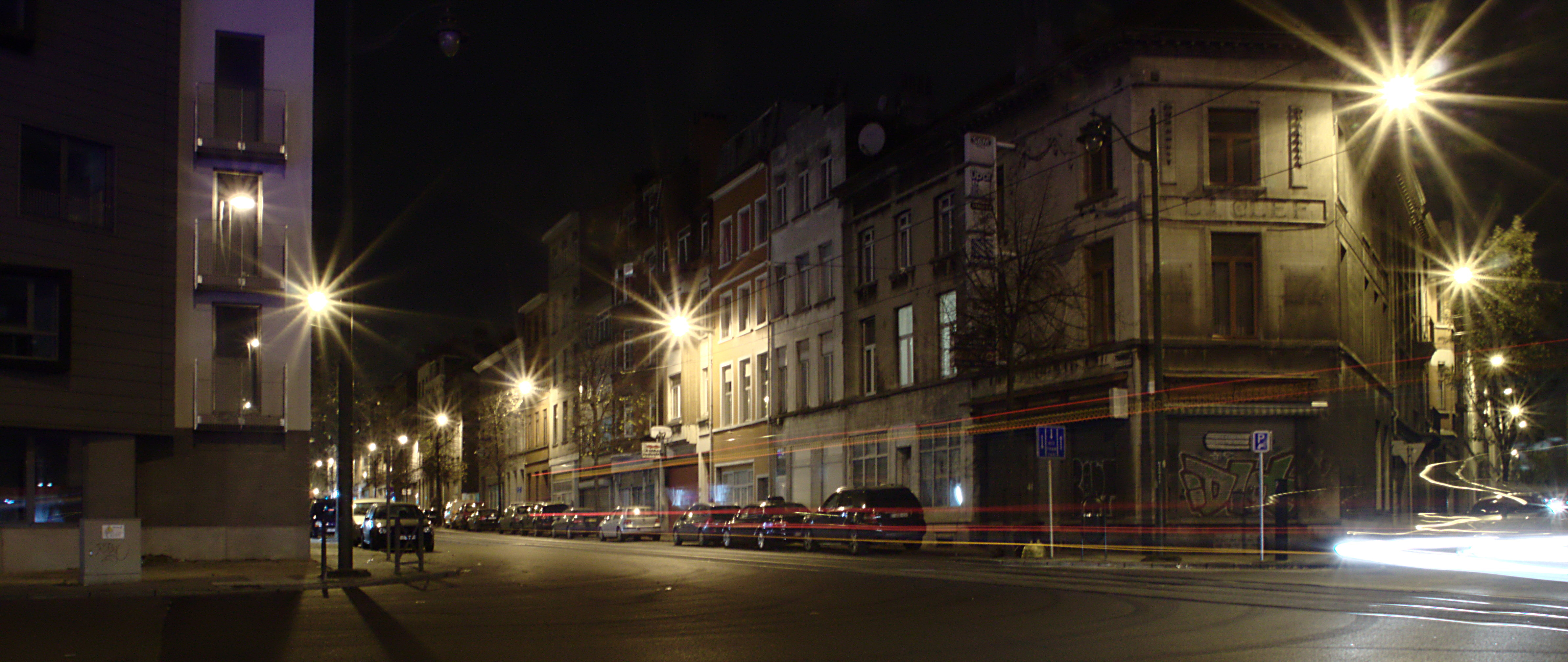
몰뢴베크생장

몰뢴베크생장(프랑스어: Molenbeek-Saint-Jean, 발음: [molœnbek sɛ̃ ʒɑ̃, -bɛk -] ( 듣기)) 또는 신트얀스몰렌베이크(네덜란드어: Sint-Jans-Molenbeek, 발음 [sɪɲˈcɑns ˈmoːlə(m)ˌbeːk] ( 듣기))는 벨기에 브뤼셀 수도 지역을 구성하는 19개 지방 자치체 가운데 하나로 면적은 5.89km2, 인구는 93,893명(2013년 1월 1일 기준), 인구 밀도는 16,000명/km2이다. 2015년 11월 파리 테러에 가담한 범인들이 이 곳 출신이라는 보도가 있었다.

시기
시 문장